# フリオ・セサル・エンシソ (1974年生のサッカー選手)
フリオ・セサル・エンシソ・フェレイラ（Julio César Enciso Ferreira、1974年8月5日 - ）は、パラグアイの元サッカー選手。元パラグアイ代表。ポジションはミッドフィールダー。

## 来歴
1995年にパラグアイ代表デビュー。1998 FIFAワールドカップ・南米予選では15試合に出場、3大会ぶりのワールドカップ出場権を獲得した。1998 FIFAワールドカップでは全4試合に出場した。パラグアイ代表で10年プレー、70試合に出場、1得点をあげた。
また、2004年にはオーバーエイジ枠でアテネオリンピックに出場、準優勝した。

## 代表歴

### 出場大会
- パラグアイ代表
  - 1998 FIFAワールドカップ

### 試合数
- 国際Aマッチ 70試合 1得点（1995年-2004年）[1]

| パラグアイ代表 | 国際Aマッチ | 国際Aマッチ |
| 年             | 出場        | 得点        |
| -------------- | ----------- | ----------- |
| 1995           | 5           | 0           |
| 1996           | 6           | 0           |
| 1997           | 11          | 1           |
| 1998           | 14          | 0           |
| 1999           | 10          | 0           |
| 2000           | 9           | 0           |
| 2001           | 5           | 0           |
| 2002           | 0           | 0           |
| 2003           | 4           | 0           |
| 2004           | 6           | 0           |
| 通算           | 70          | 1           |